# La Voie lactée
La Voie lactée is een Frans-Italiaans-West-Duitse tragikomedie uit 1969 onder regie van Luis Buñuel. De film werd destijds in het Nederlands uitgebracht onder de titel De melkweg.

## Verhaal
Twee zwervers gaan op pelgrimstocht naar Santiago de Compostela. Op hun pad ontmoeten ze een rist figuren, die de posities binnen het christendom symboliseren. In de film worden de verschillende dogmatische en ketterse strekkingen in de lange geschiedenis van het christendom uitgebeeld.

## Rolverdeling
| Acteur               | Personage          |
| -------------------- | ------------------ |
| Laurent Terzieff     | Jean               |
| Paul Frankeur        | Pierre             |
| Alain Cuny           | gemantelde man     |
| Édith Scob           | de Maagd Maria     |
| Bernard Verley       | Jezus Christus     |
| Pierre Clémenti      | Engel des Doods    |
| Julien Bertheau      | mijnheer Richard   |
| Michel Piccoli       | markies De Sade    |
| Georges Marchal      | jezuïet            |
| Jean Piat            | jansenist          |
| Daniel Pilon         | François           |
| Claudio Brook        | bisschop           |
| Julien Guiomar       | priester           |
| Marcel Pérès         | Spaanse herbergier |
| Delphine Seyrig      | hoer               |
| Jean-Claude Carrière | Priscillianus      |
| Michel Etcheverry    | inquisiteur        |